# Tunxdorfer Waldsee
Der Tunxdorfer Waldsee ist ein Baggersee in Tunxdorf bei Papenburg, Landkreis Emsland, Niedersachsen. Er wird als Bade- und Erholungssee genutzt.

## Beschreibung
Der Tunxdorfer Waldsee entstand als Baggersee durch den Bau eines modernen Deiches zum Schutz vor der Ems. Als Reaktion auf die große Sturmflut 1962 entschloss man sich, einen größeren und modernen Deich in der Region Papenburg zu bauen. 
Ursprünglich befand sich an der Stelle des heutigen Waldsees die höchste Erhebung (16 m über NN) der sogenannten „Tunxdorfer Berge“. Der Sand in den „Tunxdorfer Bergen“ wurde zum Bau und zur Erweiterung dieses Emsdeiches benötigt. 
Die Badegewässerqualität wird nach den EU-Richtlinien überwacht. Durch den Bau der Autobahn 31 entstanden in der Region jedoch weitere Baggerseen, so dass heute mehr Badeangebote in der Nähe vorhanden und dadurch deutlich weniger Besucher am Tunxdorfer Waldsee zu verzeichnen sind als in früheren Zeiten. 